# Ylva Lindberg
Ylva Maria Lindberg (Umeå, 29 giugno 1976) è una hockeista su ghiaccio svedese. Ha difeso i colori della nazionale di hockey su ghiaccio femminile della Svezia con cui ha vinto una medaglia di bronzo ai Giochi olimpici invernali di Salt Lake City 2002 e una d'argento a quelli di Torino 2006.

## Biografia
Nata il 29 giugno 1976 a Umeå, nella Svezia settentrionale, nel 2006 ha comunicato pubblicamente la propria omosessualità, insieme con la compagna di squadra Erika Holst, con cui intrattiene una relazione.

## Carriera olimpica
Nel 2002 è stata convocata in nazionale alle Olimpiadi invernali di Nagano. Con le sue compagne non è riuscita ad accedere alle finali del torneo e ha chiuso al quinto posto.
Quattro anni più tardi ai Giochi di Salt Lake City è stata di nuovo selezionata tra le atlete della Svezia olimpica. La sua compagine è arrivata seconda nel Gruppo A alle spalle del Canada e si è qualificata per la semifinale dove ha incontrato gli Stati Uniti, campioni olimpici in carica. Contro le nordamericane ha subito una pesante sconfitta per 4-0 che ha fatto sfumare la rincorsa al metallo più pregiato. Con la Svezia, nella finale per il terzo posto, ha battuto la Finlandia e ha vinto la medaglia di bronzo.
Alle Olimpiadi di Torino 2006 la Lindberg si è riconfermata su alti livelli. La sua squadra è stata inserita nel Girone A dove ha ottenuto due vittorie: contro la Russia per 3-1 al Palasport Olimpico e contro l'Italia nella per 11-0 al Torino Esposizioni. L'atleta di Umeå è andata ha realizzato la rete nella bandiera nella terza e ultima partita del raggruppamento terminata con una sconfitta per 8-1 contro il Canada, squadra medaglia d'oro in carica. Il turno semifinale ha riproposto la sfida di quattro anni prima: Svezia-USA, ma questa volta la sua squadra è riuscita a prevalere per 3-2, qualificandosi per la finale dove ha incontrato nuovamente in Canada. Nell'ultima sfida le nordamericane hanno prevalso per 4-1 relegando la Lindberg e compagne al secondo gradino del podio valsole la medaglia d'argento.

## Palmarès
Giochi olimpici invernali
- 2002 - XIX Giochi olimpici invernali - Salt Lake City (USA) - Medaglia di bronzo
- 2006 - XX Giochi olimpici invernali - Torino (Italia) - Medaglia d'argento